# Jeff Kober
Jeff Kober (Billings (Montana), 18 december 1953) is een Amerikaans acteur.

## Biografie
Kober is opgegroeid op een ranch in Montana maar dit beviel hem niet en in zijn twintiger jaren verhuisde hij naar Los Angeles om zijn droom als acteur waar te maken.
Kober is tweemaal getrouwd geweest, en heeft met de eerste vrouw een kind.
Kober is in zijn vrije tijd actief met fotografie en kunstschilderen.

## Filmografie

### Films
Selectie:
- 2018: Leave No Trace - als Mr. Walters
- 2016: Sully - als LT Cook
- 2007: The Hills Have Eyes 2 – als Redding
- 2004: Hidalgo – als sergeant op Wounded Knee
- 2002: Enough – als FBI agent
- 1997: Gold Coast – als Roland Crowe
- 1995: Tank Girl – als Booga
- 1994: The Innocent – als Tinsley
- 1993: The Hit List – als Richard Cordon
- 1990: The First Power - als Patrick Channing

### Televisieseries
Uitgezonderd eenmalige gastrollen.
- 2020 - 2024: General Hospital - als Cyrus Renault - 225 afl.
- 2021 - 2022: Big Sky - als mr. Kennedy - 3 afl.
- 2017 - 2022: NCIS: Los Angeles - als Harris Keane - 9 afl.
- 2019 - 2021: Truth Be Told - als Jerbic - 2 afl.
- 2020: Big Dogs - als kapitein DiBiasi - 7 afl.
- 2017 - 2018: The Walking Dead: Red Machete - als Joe - 3 afl.
- 2016: Shameless - als Jupiter - 2 afl.
- 2014: The Walking Dead - als Joe - 4 afl.
- 2009 – 2013: Sons of Anarchy – als Jacob Hale – 19 afl.
- 2012: New Girl – als Remy – 3 afl.
- 2004 – 2006: Dr. Vegas – als Mitch – 2 afl.
- 2001 – 2004: NYPD Blue – als Tom – 2 afl.
- 1999 – 2002: Buffy the Vampire Slayer – als Zachary Kralik / Rack – 4 afl.
- 1999: Poltergeist: The Legacy – als Raymond Corvus – 2 afl.
- 1997 – 1998: Nothing Sacred – als Michael Reyneaux – 2 afl.
- 1996: Kindred: The Embraced – als Daedalus – 8 afl.
- 1994: Higher Education – als Dale Evans - ? afl.
- 1994: Walker, Texas Ranger – als Kurt Nypo – 2 afl.
- 1988 – 1991: China Beach – als sergeant Evan Winslow – 57 afl.
- 1986 – 1987: Falcon Crest – als Guy Stafford – 7 afl.
- 1985: Highway to Heaven – als Julian Bradley – 2 afl.

- Biblioteca Nacional de España: XX1175843
- Bibliothèque nationale de France: cb14194144m (data)
- Gemeinsame Normdatei: 1160526303
- International Standard Name Identifier: 0000 0000 7823 5011
- Library of Congress Control Number: no2004038682
- Nationale Bibliotheek van Israël: 987010984229305171
- Nederlandse Thesaurus van Auteursnamen: 316336386
- Système universitaire de documentation: 234819987
- Virtual International Authority File: 26772628
- WorldCat: E39PBJvt68DPphY9BKHH9gpXVC